# Oil Bowl
L' Oil Bowl était un match annuel de football américain de niveau universitaire qui ne fut joué qu'à 3 reprises, en janvier 1944, 1946 et 1947, respectivement après les saisons régulières de 1943, 1945 et 1946. Les matchs eurent lieu à Houston au Texas.
Il n'y eut pas de 4e édition à cause principalement des mauvaises conditions météorologiques rencontrées (pluie et boue lors du premier, températures glaciales pour le troisième).
Certains personnes considèrent que l'Oil Bowl de 1944 est plus à considérer comme un bowl mineur puisque opposant des équipes d'universités de moindre niveau. Les joueurs composants les deux équipes réunissaient des joueurs de diverses universités ayant disputé la saison régulière 1942. Par exemple, l'université de Louisiane-Lafayette (dénommée à l'époque Southwestern Louisiane Institute ou SLU) était composée de plus de 175 joueurs issus de diverses universités dont entre autres 18 joueurs de l'équipe 1942 de #19 Rice Owls, 9 de #13 LSU Tigers Fighting, et 8 de #8 Tulsa Golden Hurricane. Ces fusions d'équipe s'expliquent par le fait que bon nombre de jeunes avaient été enrôlés dans l'armée pour combattre lors de la seconde guerre mondiale. Dès lors, certaines universités ne disposant plus d'assez de joueur pour composer une équipe valable ont donc consenti à ces "fusions".

## Palmares
| Dates            | Vainqueurs                  | Vainqueurs | Perdants                         | Perdants | Spectateurs |
| ---------------- | --------------------------- | ---------- | -------------------------------- | -------- | ----------- |
| 1er janvier 1944 | Louisiana-Lafayette         | 24         | Arkansas–Monticello Boll Weevils | 7        | 12 000      |
| 1er janvier 1946 | Georgia Bulldogs            | 20         | Tulsa Golden Hurricane           | 6        | 27 000      |
| 1er janvier 1947 | Georgia Tech Yellow Jackets | 41         | St. Mary's Gaels (Californie)    | 19       | 23 000      |